# 田殿村
田殿村（たどのむら）は、和歌山県有田郡にあった村。現在の有田川町の北西端、有田川の両岸にあたる。

## 地理
- 山岳：岩室山、千葉山、高坪山
- 河川：有田川
- 大谷温泉

## 歴史
- 1889年（明治22年）4月1日 - 町村制の施行により、上中島村・長田村・角村・尾中村・出村・田口村・大賀畑村・大谷村・井口村・賢村・田角村・長谷村・船阪村の区域をもって発足。
- 1955年（昭和30年）4月16日 - 藤並村・御霊村と合併して吉備町が発足。同日田殿村廃止。

## 交通

### 鉄道路線
村域に鉄道路線は通過していなかったが、有田鉄道線の田殿口駅が至近に所在。大正12年には田殿口駅から田殿中心部を経て長田地区へ至る田殿鉄道が出願されたが却下されている。

### 道路
現在は旧村域を阪和自動車道が通過するが、当時は未開通。